# Serra del Pi de Migdia
La Serra del Pi de Migdia és una serra situada al municipi del Montmell (Baix Penedès), amb una elevació màxima de 691,2 metres.